# Шимао Интернэшнл Плаза
Шимао Интернэшнл Плаза (Shimao International Plaza, 上海世茂国际广场) — супервысокий небоскрёб, расположенный в китайском городе Шанхай, в историческом районе Хуанпу, на торговой пешеходной Нанкинской улице. Построен в 2006 году, на начало 2020 года являлся четвёртым по высоте зданием города, 41-м по высоте зданием Китая, 49-м — Азии и 82-м — мира.
Архитекторами башни выступили фирма Ingenhoven Architects из Дюссельдорфа и Восточно-Китайский архитектурный проектно-исследовательский институт, основным застройщиком — Shanghai Construction Group. Владельцем «Шимао Интернэшнл Плаза» является Shimao Group китайского миллиардера Сюй Жунмао. Два шпиля на крыше достигают в высоту 333 метров, небоскрёб имеет 60 наземных и 3 подземных этажа, 17 лифтов, 300 парковочных мест, площадь здания — 91 600 м².
Верхнюю часть небоскрёба занимает 48-этажный пятизвёздочный отель Le Royal Meridien Shanghai на 760 номеров, нижнюю часть — офисы и несколько клубов, в подиуме расположены 9-этажный торговый центр Brilliance, рестораны и кафе, в том числе Starbucks.

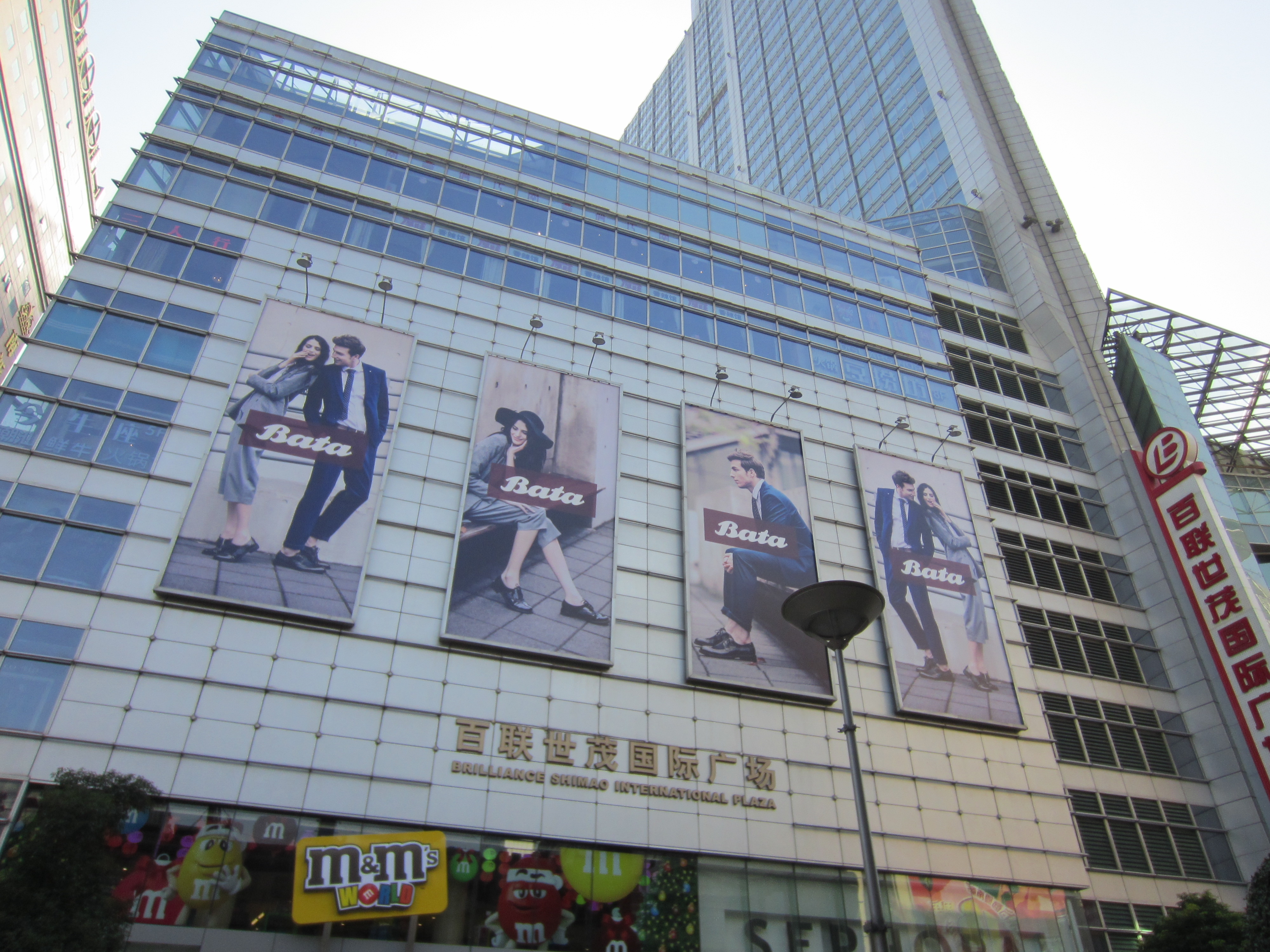
Brilliance
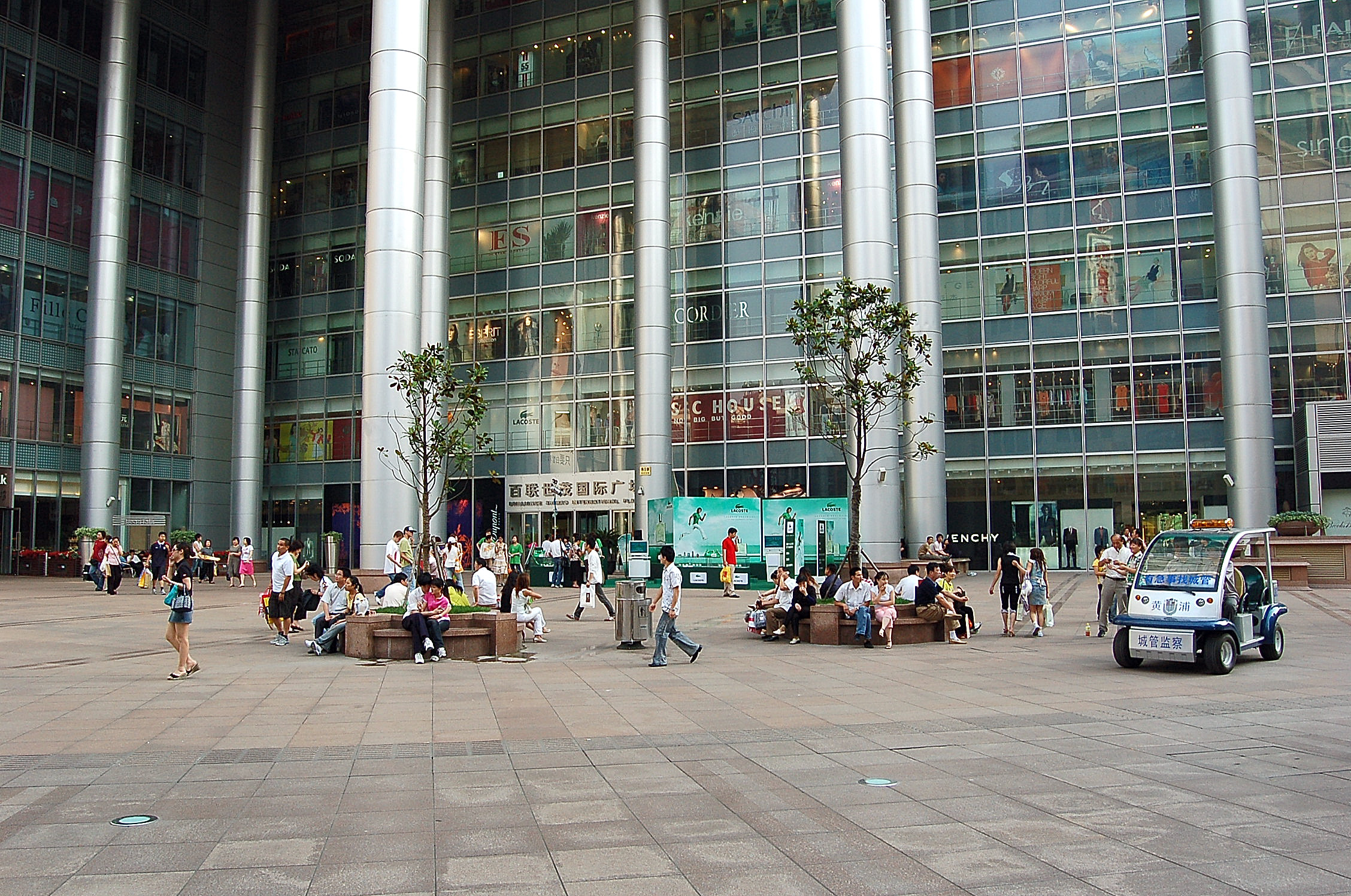
Brilliance
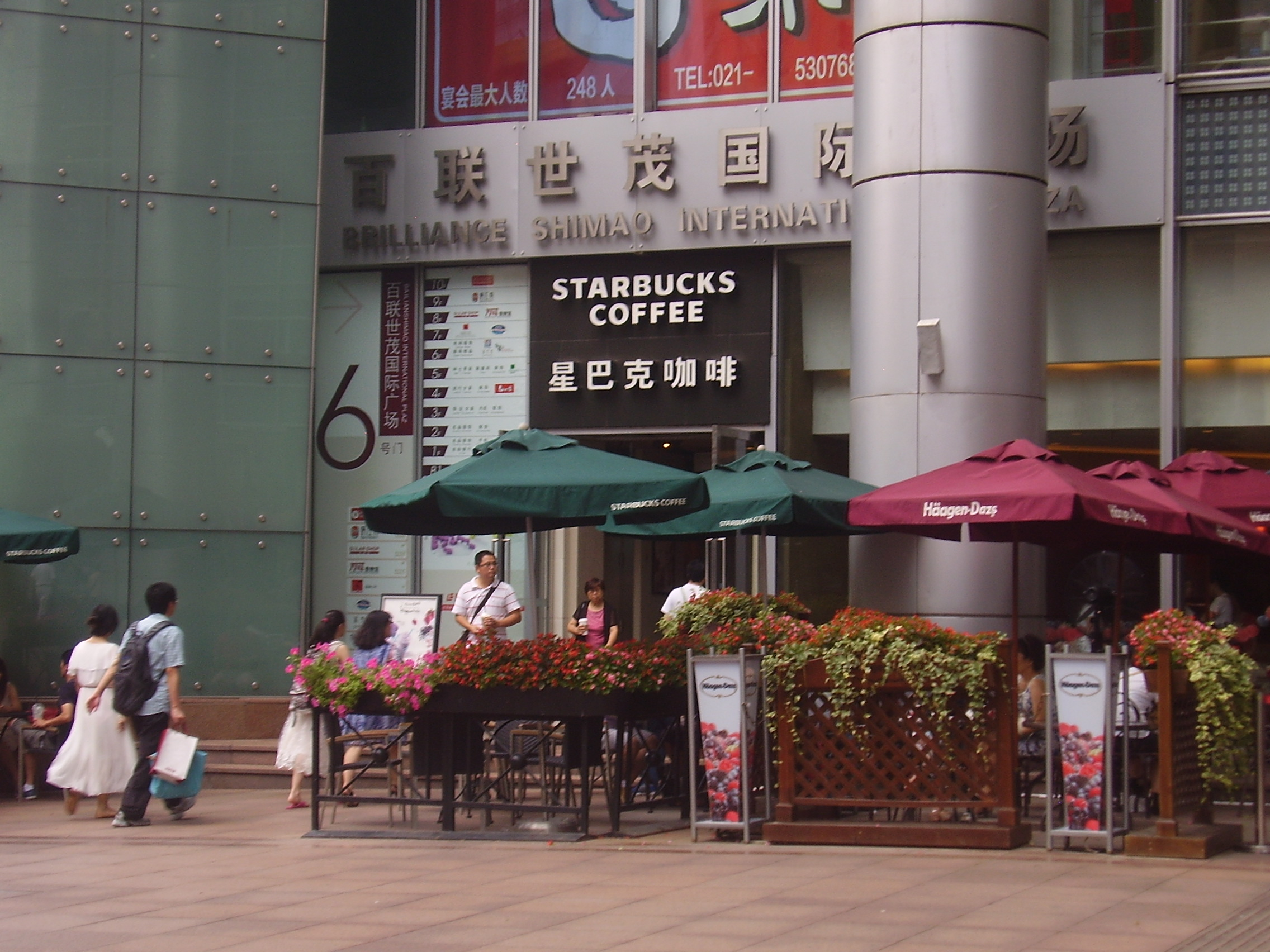
Starbucks